# Šume (Ivanjica)
Šume (Servisch cyrillisch Шуме) is een plaats in de Servische gemeente Ivanjica. De plaats telt 1284 inwoners (2002).